# Jealous Guy
"Jealous Guy" es una canción compuesta e interpretada por el músico británico John Lennon, publicada por primera vez en el álbum de 1971 Imagine. Es una de las canciones de John Lennon más versionadas, con al menos noventa y dos versiones distintas entre las que figuran intérpretes como The Weeknd, Donny Hathaway, the Black Crowes, Hurray For The Riff Raff, Jeff Tweedy, Peter Criss (de Kiss), Cueshé Deftones y Pedro Aznar. Las versiones más notables de "Jealous Guy" son las del grupo Roxy Music y la de the Faces banda liderada por Rod Stewart y Ron Wood. La versión de Roxy Music fue publicada como un sencillo tributo en 1981. El homenaje de Elliott Smith sería frecuente en numerosos conciertos en directo, como el ofrecido en el Black Cat Show de Washington D. C. en 1998. Lou Reed realizaría una versión del tema en el concierto homenaje a Lennon en octubre de 2001 en el Radio City Music Hall de Nueva York. Youssou N'Dour versionaría el tema para el álbum de 2007 Instant Karma: The Amnesty International Campaign to Save Darfur.

## Historia

### Orígenes
El origen de la canción se sitúa en la India, durante el periodo de meditación llevado a cabo por The Beatles y liderado por Maharishi Mahesh Yogi. La lectura de un relato de "hijo de la madre Naturaleza" durante el viaje inspiraría tanto a Paul McCartney como a John Lennon para escribir canciones relacionados con el tema: el tema "Mother Nature's Son", de Paul McCartney, sería seleccionado para su inclusión en el Álbum Blanco, mientras que el tema "Child of Nature", de Lennon, sería descartado. En las sesiones del álbum Let It Be, John seguiría ensayando el tema. De forma eventual, la letra de la canción fue modificada y fue rebautizada como "Jealous Guy" durante la grabación del álbum Imagine. 
Se conocen, hasta la fecha, tres grabaciones de "Child Of Nature". La primera de ellas es una demo grabado en la casa de George Harrison en mayo de 1968, y publicado de forma genérica en bootlegs como The Esher Demos. La segunda versión incluye a George en los coros y fue grabada en los Twickenham Studios el 2 de enero de 1969. Una tercera grabación fue registrada en Apple Studios el 24 de enero y está publicada en el documental The Beatles: Get Back. Una parte de los coros aparecería publicada en el disco adicional Fly on the Wall publicado en 2003 con Let It Be... Naked.

### Publicación
"Jealous Guy" fue publicado como sencillo, con "Going Down on Love" (tema extraído del álbum de 1974 Walls and Bridges) como cara B, en noviembre de 1985 en el Reino Unido. El sencillo alcanzaría el puesto #65 en las listas de éxitos.
En 1971, se filmaría un video promocional para la canción. En él, mayormente grabado desde un helicóptero, se ve a John y Yoko desplazándose en un coche desde su mansión de Tittenhurst Park hasta un lago cercano, donde cogen un bote.

## Detrás de la canción
Aunque la letra de la composición es una definición de principios, la idea de la canción no es solo que Lennon esté pidiendo perdón a Yoko por sus celos, sino que además le explica el hecho diciendo: "Es como soy". Al final, la letra sentencia: "I'm just a jealous guy - watch out/look out", que puede traducirse al español como "soy un chico celoso, ten cuidado."
Si bien la relación entre John y Yoko es conocida como uno de los romances más publicitados del siglo XX, existió un periodo a comienzos de los años setenta, poco después de la separación de The Beatles, en el que John se sintió enredado en una espiral autodestructiva. El consumo desmesurado de alcohol sería cada vez más frecuente, provocando un distanciamiento con Yoko. Durante este periodo, John reescribiría "Child of Nature" para dar lugar a "Jealous Guy".
Previamente, John había tenido problemas de celos con su primera mujer, Cynthia Powell, que continuaron al romper su matrimonio y empezar una nueva relación sentimental con Yoko. Yoko comentó: "¡(La canción) lo dice todo! Después de que empezáramos a salir juntos me hizo escribir una lista con los nombres de todos los hombres con que me había acostado. En un principio, lo hice de forma casual; luego descubrí lo serio que era para John." Lennon había plasmado esta envidia en la canción de 1965 "Run for Your Life" del álbum Rubber Soul de The Beatles. En esta dice "preferiría verte muerta antes de que estés con otro hombre".

## Miscelánea
El bajo es interpretado en "Jealous Guy" por Klaus Voormann, amigo de The Beatles desde los días de Hamburgo y compañero sentimental de Astrid Kirchherr. Klaus sería el encargado de realizar la portada del álbum de 1966 Revolver.
- Datos: Q27722